# 藤岡大橋

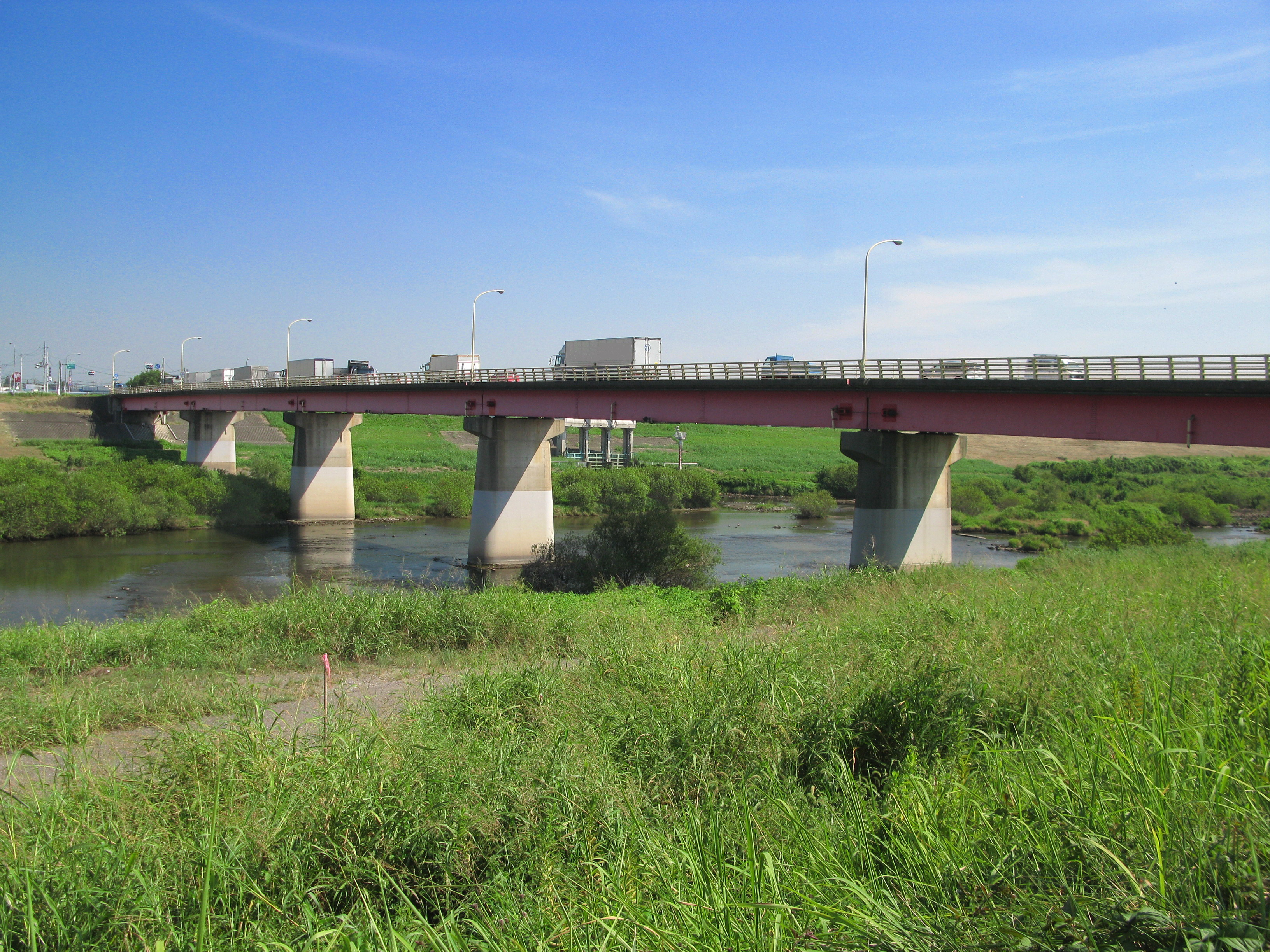
藤岡大橋（2012年9月）

藤岡大橋（ふじおかおおはし）は、栃木県栃木市藤岡町藤岡の渡良瀬川に架かる、栃木県道11号栃木藤岡線の橋である。

## 概要
橋長235m、幅員9.1mの単純鋼箱桁橋である。1972年（昭和47年）に架設された。歩道は上流側に設けられている。200m上流側に栃木県道・群馬県道・埼玉県道・茨城県道9号佐野古河線の新開橋が架かる。
藤岡大橋から下流の三国橋までの間は渡良瀬遊水地が広がる。
渡良瀬遊水地の存在に加え、約10km上流側の渡良瀬大橋の間に一般道路の橋が架けられていない事から交通需要が集中し、慢性的な渋滞が発生しやすい橋である。

## 隣の橋
- 渡良瀬川
渡良瀬川橋梁 - 新開橋 - 藤岡大橋 - 西赤麻橋 - 新赤麻橋